# Injecteur (informatique)
Pour l’article homonyme, voir Injecteur (homonymie).
Un injecteur (ou dropper, en anglais), aussi appelé programme seringue ou virus compte-gouttes est un programme informatique créé pour installer un logiciel malveillant sur un système cible. Il s'agit d'une forme minimaliste de cheval de Troie.
Le code du logiciel malveillant est soit inclus à même l'injecteur, soit téléchargé sur la machine à partir d'Internet une fois activé. Une fois le logiciel malveillant activé, il arrive que l'injecteur s'autodétruise. Les injecteurs sont peu courants.

## Exemple
- YAB (Yet Another Binder)